# Нобелов комитет за физику
Нобелов комитет за физику је Нобелов комитет одговоран за предлагање лауреата за Нобелову награду за физику. Нобелов комитет за физику именује Краљевска шведска академија наука. Обично се састоји од шведских професора физике који су чланови Академије, иако Академија у принципу може именовати било кога у Комитет.
Чланови Комисије бирају се на период од три године из реда чланова Академије. У процени оспособљености кандидата, Комисији помажу посебно именовани стручни саветници.
Комитет је радно тело без овлашћења да одлучује, а коначну одлуку о додели Нобелове награде за физику доноси цела Шведска Краљевска академија наука, након прве дискусије на Академијином одсеку за физику.

## Тренутни чланови
Чланови Комисије (од 2023. године) су:
- Улф Данијелсон (секретар)
- Давид Хавиланд
- Андерс Ирбек
- Ева Олсон (председавајућа)
- Јохн Ветлауфер
- Елен Монс

### Сарадници[4]
- Матс Ларсон
- Оле Ериксон
- Горан Јохансон
- Марк Пеарце

## Секретар
Секретар учествује на седници, али не може гласати осим ако секретар није и члан Комисије. До 1973. Нобелови комитети за физику и хемију имали су заједничког секретара.